# Железнодорожная Будка 1403-й км
Железнодорожная Будка 1403-й км — упразднённая железнодорожная будка в составе Краснокамского городского округа в Пермском крае России. Исключена из учётных данных в 2023 году.

## География
Населённый пункт находится с северной стороны от железной дороги Москва-Пермь, недалеко от деревни Мишкино Краснокамского городского округа.
Климат
Климат умеренно континентальный. Наиболее тёплым месяцем является июль, средняя месячная температура которого 17,4—18,2 °C, а самым холодным январь со среднемесячной температурой −15,3…−14,7 °C. Продолжительность безморозного периода 110 дней. Снежный покров удерживается 170—180 дней.

## История
До 2018 года населённый пункт входил в  Оверятское городское поселение Краснокамского района. После упразднения обоих муниципальных образований вошел в состав образованного муниципального образования Краснокамского городского округа.

## Население
| 2010 |
| ---- |
| 2    |

Население населённого пункта составило 7 человек в 2002 году, 2 человека в 2010 году.
Национальный состав
Согласно результатам переписи 2002 года, в национальной структуре населения русские составляли 100 %.

## Транспорт
Автомобильное сообщение по асфальтированной дороге Новоивановка-полигон ТБО.